# WeChat
WeChat (čínsky 微信, pinyin Wēixìn) je multifunkční aplikace vyvíjená čínskou společností Tencent, známá v Číně pod názvem Weixin. WeChat je sociální médium a sociální síť s řadou funkcí jako instant messaging, hlasové zprávy, videohovory, sdílení fotek, objednání taxislužby, donášky jídla z restaurací, rezervace hotelu, mobilní platby WeChat Pay a mnoho dalších. WeChat má více než jednu miliardu aktivních uživatelů a je největší sociální sítí v Číně vedle svého předchůdce Tencent QQ, kterého také vyvinul Tencent. WeChat je k dispozici na několika platformách včetně systémů Android, Windows 10, iOS a macOS a v různých jazycích včetně angličtiny.

## Historie
Projekt WeChat se začal vyvíjet v říjnu 2010. Originální verzi vytvořil Allen Zhang společně se svým týmem. V roce 2011 se WeChat dostal na trh pod jménem Weixin. Tento název mu dal tehdejší generální ředitel Tencentu Ma Huateng. Později se Weixin kvůli globálnímu trhu přejmenoval na WeChat.
V srpnu 2011 WeChat přidal populární funkci videoklipů, což pomohlo k rychlému růstu, a v březnu roku 2012 překročil více než 100 miliónů registrovaných uživatelů. Krátce poté WeChat přidal lokalizaci pro thajštinu, vietnamštinu, indonéštinu a portugalštinu.
Na začátku roku 2013 byl WeChat poprvé obviněn z cenzury, když mazal uživatele, kteří používali nevhodné politické fráze.
Stala se pátou nejpoužívanější aplikací na světě.

## Funkce
WeChat poskytuje řadu funkcí jako jsou instant messaging, hlasové zprávy, videohovory, sdílení fotek, taxislužbu, mobilní platby apod.

### WeChat Pay

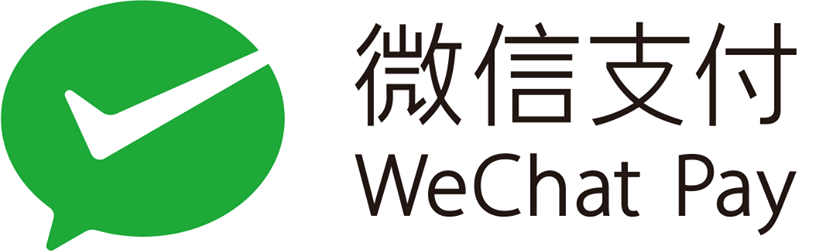
Platební systém WeChat Pay

WeChat Pay (čínsky 微信支付, pinyin wēixìn zhīfù) je systém pro mobilní platby, který je integrován do WeChatu. Je to jeden z největších e-komerce platebních systémů na světovém trhu vedle systému Alipay společnosti Alibaba Group. S WeChatem můžete platit téměř po celé Číně, pokud máte zřízený čínský bankovní účet. WeChat Pay má denně 800 miliónů aktivních uživatelů.

### Zasílání zpráv
Stejně jako i na jiných sociálních platformách si i na WeChatu můžete dopisovat s jinými uživateli, přidávat si je do přátel nebo se dívat na jejich profily. Aplikace umožňuje používání QR kódů pro vyhledávání profilů, uživatel jednoduše naskenuje QR kód člověka, kterého chce najít, a následně ho pomocí něj vyhledá.
WeChat u většiny Číňanů převládá jako hlavní komunikační prostředek a používá ho i značná část čínských společností pro interní komunikaci.

### Hry
WeChat nabízí také online hry zdarma, které můžete hrát buď sami, nebo se svými přáteli. Tencent má herní kreditový systém pro hráče jejich her. Může odměnit hráče přidáním sociálního kreditu za dobré chování, herní úspěchy a nahlašování podvodníků. Na druhou stranu může kredity i odebírat za velmi špatné chování a hlavně podvádění.

### Geolokace
WeChat má několik funkcí, které umožňují vyhledat lidi podle jejich aktuální lokace. Zajímavá je funkce „Shake“, která spočívá v tom, že vyhledá náhodné lidi v blízkosti (vyvolává se potřesením telefonu, proto název „shake“).

### Emotikony
Kromě klasických emotikonů má WeChat také mnoho těch, které jsou zdarma. Uživatelé mohou také přidat své vlastní.